# Guerra di Smolensk
La guerra di Smolensk (1632 - 1634) fu un conflitto combattuto fra la Confederazione polacco-lituana e lo Zarato russo.
Le ostilità ebbero inizio nell'ottobre 1632 quando le forze zariste tentarono di riprendersi la città di Smolensk, conquistata dalla Confederazione nel corso della guerra polacco-moscovita. Piccole scaramucce militari produssero risultati contrastanti per entrambe le fazioni in lotta, ma la resa della forza principale russa nel febbraio 1634 portò alla stipula del Trattato di Poljanovka con il quale lo Zarato russo accettò il controllo polacco-lituano sulla regione di Smolensk, che durerà per altri venti anni.

## Antefatti
Nel 1632 morì Sigismondo III Vasa, re di Polonia e granduca di Lituania, la nobiltà polacco-lituana elesse rapidamente il figlio di Sigismondo, Ladislao IV Vasa come nuovo sovrano, i vicini della Polonia, aspettandosi ritardi nel processo elettorale, misero alla prova la debolezza percepita del Commonwealth. Il re svedese Gustavo II Adolfo inviò degli emissari in Russia e nell'Impero Ottomano per proporre un'alleanza e una guerra contro la Confederazione.
Il Commonwealth non era pronto per la guerra. Nel 1631, l'esercito reale contava appena 3 000 uomini; la guarnigione di Smolensk era forte di circa 500 uomini, e la maggior parte delle guarnigioni nella zona di confine non era composta da soldati regolari o mercenari ma da 100 a 200 volontari locali. Consapevole che la Russia si stava preparando alla guerra, nella primavera del 1632 il sejm (parlamento polacco-lituano) aumentò l'esercito reclutando altri 4 500 uomini; a metà del 1632 il vice-voivoda (podwojewoda) di Smolensk, Samuel Drucki-Sokoliński, aveva a disposizione circa 500 volontari, reclutati con la pospolite ruszenie, e 2 500 tra soldati dell'esercito regolare e cosacchi. A maggio il Senato della Polonia accettò di aumentare le dimensioni dell'esercito, ma il grande etmano lituano Lew Sapieha si oppose, sostenendo che le forze a disposizione erano sufficienti e che la guerra non fosse un evento probabile. Ciononostante il feldmaresciallo lituano Krzysztof Radziwiłł reclutò altri 2 000 soldati.
La Russia, essendosi ripresa in una certa misura dal periodo dei torbidi, concordò con la valutazione che il Confederazione sarebbe stata indebolita dalla morte del suo re, e attaccò unilateralmente senza aspettare gli svedesi e gli ottomani. L'obiettivo della Russia era quello di riottenere il controllo di Smolensk, che aveva ceduto alla Confederazione nel 1618 con la tregua di Deulino, ponendo fine all'ultima guerra russo-polacca. Smolensk era la capitale del voivodato di Smoleńsk, ma era stata spesso contesa passando di mano molte volte durante i secoli XV, XVI e XVII (dai tempi delle guerre moscovite-lituane). Uno dei principali sostenitori della guerra era il padre dello zar, il patriarca Filarete, principale esponente del partito anti-polacco a corte. Ispirato dall'appello del zemskij sobor (il parlamento russo) per la rivincita e il recupero delle terre perdute, l'esercito russo marciò verso ovest.

## La guerra
L'esercito russo che attraversò il confine polacco-lituano all'inizio di ottobre 1632 era stato accuratamente preparato ed era sotto il comando esperto di Michail Borisovič Šein, che aveva precedentemente difeso Smolensk contro i polacchi durante l'assedio del 1609-1611. Diverse città e castelli caddero mentre i russi avanzavano, e il 28 ottobre 1632 (lo stesso giorno in cui fu presa la storica città di Dorogobuž), Šein iniziò a cingere d'assedio Smolensk.
Le precedenti stime polacche delle dimensioni delle forze russe variavano da 25 000 a 30 000 sino a 34 500, con 160 pezzi di artiglieria. Recenti ricerche su documenti d'archivio russi del XVII secolo hanno mostrato che le dimensioni dell'esercito russo ammontavano complessivamente a 23 961 unità. Rispetto ai precedenti eserciti russi, l'esercito di Šein era notevolmente modernizzato. Insoddisfatti delle loro formazioni tradizionali di fanteria armata di moschetto (gli strel'cy), i russi si erano rivolti agli ufficiali stranieri per aggiornare l'equipaggiamento e l'addestramento delle loro truppe basate sul modello europeo occidentale di regolari, dragoni e raitri. Otto di questi reggimenti, per un totale di 14 000-17 000 uomini, erano stati inclusi nel corpo di spedizione di Šein.

### L'assedio di Smolensk
Le forze polacco-lituane a Smolensk erano composte dalla guarnigione cittadina (circa 1 600 uomini con 170 pezzi di artiglieria sotto il comando del voivoda di Smolensk, Aleksander Korwin Gosiewski), rafforzata dalla nobiltà locale, che formava una forza di reclute pospolite ruszenie di circa 1 500 unità. Anche le fortificazioni della città erano state recentemente migliorate con la costruzione di bastioni all'italiana.
Šein costruì linee di circonvallazione intorno alla fortezza. Usando tunnel e mine, le sue forze danneggiarono una lunga sezione delle mura della città e una delle sue torri. L'artiglieria pesante russa, per lo più di fabbricazione occidentale, fu inviata a Smolensk nel dicembre 1632 con cannoni ancora più pesanti che arrivarono nel marzo successivo. Dopo un bombardamento preliminare dell'artiglieria, Šein ordinò un assalto, che fu respinto dai difensori polacchi. Ciononostante l'assedio procedeva; le fortificazioni di Smolensk venivano erose e i difensori subivano pesanti perdite ed erano a corto di rifornimenti. Nel giugno del 1633, alcuni soldati cominciarono a disertare e altri parlarono di resa.
Nonostante queste difficoltà, la città, comandata dal vice voivoda Samuel Drucki-Sokoliński, resistette per tutto il 1633 mentre la Confederazione, sotto il suo neoeletto re Ladislao IV, organizzava una forza di soccorso. Il sejm era stato informato dell'invasione russa prima del 30 ottobre 1632 e, a partire da novembre, aveva discusso la possibilità di inviare una spedizione di soccorso. Tuttavia, il processo fu ritardato fino alla primavera del 1633, quando il sejm sancì ufficialmente una dichiarazione di guerra e autorizzò un ingente pagamento (6,5 milioni di zloty, il più alto contributo fiscale durante l'intero regno di Ladislao) per il sollevamento di una spedizione adeguata. La forza di soccorso prevista avrebbe avuto una forza effettiva di circa 21 500 uomini e avrebbe incluso: 24 chorągiew di ussari alati (~3 200 cavalli), 27 chorągiew di cavalleria leggera - conosciuta anche come cavalleria cosacca ma non composta da cosacchi - (3 600 cavalli), 10 squadroni di raitri (~1 700 cavalli), 7 reggimenti di petyhor lituani (~780 cavalli), 7 grandi reggimenti di dragoni (~2 250 cavalli), e ~20 reggimenti di fanteria (~12 000 uomini). Oltre 10 000 fanti sarebbero stati organizzati secondo il modello occidentale, precedentemente non comune negli eserciti polacco-lituani.
Nel frattempo, il feldmaresciallo di Lituania e voivoda di Vilnius, Krzysztof Radziwiłł, e il voivoda Gosiewski stabilirono un campo a circa 30 chilometri  da Smolensk, spostandosi da Orsha a Bajów e più tardi, a Krasne. Nel febbraio del 1633, avevano radunato circa 4 500 soldati, tra cui oltre 2 000 di fanteria, ed erano impegnati in incursioni nelle retrovie degli assedianti russi per interrompere la loro logistica. Anche l'etmano Radziwiłł riuscì a sfondare le linee russe in diverse occasioni, portando circa 1 000 soldati e rifornimenti a Smolensk per rinforzare la fortezza, risollevando così il morale dei difensori.
Entro l'estate del 1633, la forza di soccorso, guidata personalmente dal re e forte di circa 25 000 uomini, arrivò vicino a Smolensk; raggiunsero Orsha il 17 agosto 1633. Entro i primi giorni di settembre, il corpo principale delle forze di soccorso che si avvicinavano a Smolensk ammontava  circa 14 000 unità. L'esercito russo, recentemente rinforzato, ne contava 25 000. Solo quando i rinforzi cosacchi, guidati da Tymosz Orendarenko e che contavano tra i 10 000 e i 20 000 uomini, arrivarono il 17 settembre, l'esercito del Commonwealth guadagnò la superiorità numerica. I cosacchi, comandati da Orendarenko e Marcin Kazanowski, fecero irruzione nelle retrovie russe, liberando le unità polacco-lituane di Radziwiłł e Gosiewski per unirsi allo sforzo di rompere l'assedio.
Il fratello di Ladislao, Giovanni II Casimiro, comandò uno dei reggimenti dell'esercito di soccorso. Un altro comandante degno di nota fu l'etmano della corona di campo, Marcin Kazanowski. Re Ladislao IV, grande sostenitore della modernizzazione dell'esercito del Confederazione, dimostrò di essere un buon tattico, e le sue innovazioni nell'uso dell'artiglieria e delle fortificazioni basate su idee occidentali contribuirono notevolmente al successo finale polacco-lituano. Egli aveva sostituito i vecchi archibugieri con i moschettieri, e standardizzato l'artiglieria polacco-lituana (introducendo cannoni reggimentali da 3 a 6 libbre), entrambi con grande effetto.
La cavalleria del Confederazione, compresi gli Ussari Alati, limitò significativamente la mobilità russa, costringendoli a rimanere nelle loro trincee. In una serie di feroci combattimenti, le forze del Commonwealth gradualmente invasero le fortificazioni campali russe, e l'assedio raggiunse le sue fasi finali alla fine di settembre. Il 28 settembre 1633, le forze polacco-lituane presero i principali punti di approvvigionamento russi, e dal 4 ottobre l'assedio era rotto.
L'esercito di Šein si ritirò nel suo campo principale, che fu a sua volta circondato dalle forze della Confederazione a metà ottobre. I russi assediati attesero i soccorsi, ma non ne arrivarono, poiché la cavalleria polacco-lituana e cosacca era stata inviata a disturbare le retrovie russe. Alcuni storici citano anche il dissenso e le divisioni interne al campo russo come responsabili della loro inazione e inefficacia. L'invasione tatara che minacciava le terre di confine della Russia meridionale fu un fattore contribuente, con molti soldati e boiardi di quelle regioni che disertarono il campo russo per tornare a proteggere la loro patria. Anche alcuni mercenari stranieri disertarono dalla parte del Commonwealth.
Šein iniziò i negoziati di resa nel gennaio 1634, ed entro febbraio erano in pieno svolgimento. Alla fine i russi firmarono un trattato di resa il 25 febbraio 1634, e il 1º marzo lasciarono il loro campo. Secondo i termini della resa, i russi dovettero lasciare la maggior parte della loro artiglieria ma fu loro permesso di mantenere i loro stendardi dopo una cerimonia in cui furono deposti davanti al re Ladislao. Dovettero anche promettere di non impegnare le forze del Confederazione per i successivi tre mesi. Le forze di Šein erano circa 12 000 al momento della capitolazione, ma oltre 4 000, compresa la maggior parte del contingente straniero, decisero immediatamente di disertare per la Confederazione.

### Altri scontri
Diverse altre città e fortezze della regione furono teatro di battaglie minori. Le forze russe catturarono diverse località d'importanza strategica durante la loro avanzata nel 1632. Nel luglio 1633, i russi presero le città di Polack, Veliž, Usvjat e Ozerišče. Polack in particolare fu teatro di combattimenti particolarmente pesanti in quanto i russi catturarono la città e parte della fortezza. Tuttavia, gli attacchi a Vicebsk e Mscislaŭ furono respinti con successo. Le forze polacche posero l'assedio a Putyvl', ma a causa della diserzione dei loro alleati cosacchi furono costretti a ritirarsi.
Nell'autunno del 1633, le forze della Confederazione ripresero Dorogobuž, un importante punto di approvvigionamento russo dopo la sua cattura l'anno precedente. Questa battuta d'arresto fece naufragare i piani russi di inviare rinforzi all'esercito di Šein, anche se in ogni caso i russi non cominciarono a raccogliere un esercito di 5 000 uomini a tale scopo fino al gennaio 1634. Sempre quell'autunno, l'etmano della Grande Corona Stanisław Koniecpolski sconfisse un'incursione ottomana nel sud della Confederazione, liberando la sua forza per assediare la città russa di Sevsk; sebbene Koniecpolski non fosse riuscito a prendere la fortezza, aveva potuto bloccare ingenti forze russe impedendo loro di muoversi a nord verso Smolensk.
Lasciata Smolensk nella primavera del 1634, l'esercito polacco-lituano si mosse verso la piazzaforte di Belyj che fu cinta invano d'assedio. Nonostante questo insuccesso, le forze di Ladislao riuscirono a conquistare Vjaz'ma.

## Conseguenze
Nella primavera del 1634, i russi non solo avevano perso l'esercito di Šein, ma erano minacciati dalle incursioni dei tartari che devastavano la Russia meridionale. Il patriarca Filarete era morto l'anno precedente, e senza di lui il fervore della guerra diminuì. Già prima della fine del 1633, lo zar Michele di Russia stava considerando come meglio porre fine al conflitto. Poiché una volta era stato eletto zar di Russia e poteva realisticamente rivendicare il trono russo, il re Ladislao voleva continuare la guerra o, poiché il trattato polacco-svedese di Altmark sarebbe presto scaduto, allearsi con i russi per colpire la Svezia. Tuttavia, il sejm non voleva impegnarsi in altri conflitti. 
I colloqui iniziarono il 30 aprile 1634 e culminarono con la firma del trattato di Poljanovka in giugno, mettendo fine alle ostilità. Il trattato confermò lo status quo prebellico, con la Russia che pagò una grossa indennità di guerra (20 000 rubli in oro), mentre Ladislao accettò di cedere la sua pretesa al trono russo e restituire le insegne reali a Mosca.
Già durante le ultime fasi della guerra, quando l'esercito della Confederazione si spostò da Smolensk a Belyj, una nuova minaccia cominciò ad incombere sui confini meridionali, dove l'Impero ottomano stava ammassando una forza di invasione. Così Ladislao cominciò a reindirizzare i suoi rinforzi verso quel teatro. Più tardi quell'anno, le forze della Confederazione comandate da Stanisław Koniecpolski ottennero una vittoria nel sud, ponendo fine a una guerra contro gli ottomani.
Entrambe le parti introdussero nuove tattiche, unità ed equipaggiamenti basati su modelli occidentali, ma le forze polacco-lituane si dimostrarono più abili dei russi con queste innovazioni. Tuttavia, i principali fattori che determinarono la sconfitta dei russi furono il ritardo nello spostamento dell'artiglieria d'assedio a Smolensk ed il taglio delle linee di rifornimento russe da parte della cavalleria polacca. Da parte russa fu necessario trovare un capro espiatorio: Šein fu accusato di tradimento e, insieme al suo secondo in comando Artëm Izmajlov e al figlio di quest'ultimo Vasilij, giustiziato a Mosca il 28 aprile 1634. Imparando da questa sconfitta, i russi avrebbero adottato nuove tattiche di maggior successo nella successiva guerra contro i polacchi.
Dopo la guerra, Ladislao cedette ai russi la città di confine di Serpejsk e i territori vicini, sperando così di persuadere lo zar ad unirsi in un'alleanza anti-svedese. Tuttavia, il re non fu alla fine in grado di superare le obiezioni del sejm polacco-lituano, che non era disposto a combattere la Svezia dopo il trattato di Sztumska Wieś. Anche i russi, incapaci di vedere benefici in una tale alleanza, erano poco entusiasti, fecero cadere nel vuoto la proposta di Ladislao.